# Aname armigera
Aname armigera là một loài nhện trong họ Nemesiidae.
Aname armigera được miêu tả năm 1918 bởi Rainbow & Pulleine.